# Horse Feathers
Horse Feathers — американский инди-фолк коллектив из Портленда, Орегон, образованный в 2006 году.

## История
После участия в нескольких коллективах в своем родном городе (Айдахо), певец и автор песен Justin Ringle переехал в 2004 году в город Портленд, Орегон, где он сосредоточился на акустической музыке, регулярно выступая под псевдонимом Horse Feathers. В 2005 году к нему присоединился мульти-инструменталист Peter Broderick, после того, как услышал несколько его записей. В феврале 2006 года дуэт записал свой дебютный альбом Words Are Dead в студии Miracle Lake Studios, который позже был выпущен на лейбле Lucky Madison. В 2006 году к группе присоединилась сестра Питера Бродерика Heather Broderick, которая играла на виолончели.
В 2007 году группа записала альбом House With No Home в студии Miracle Lake Studios, который был выпущен лейблом Kill Rock Stars в 2008 году. Примерно в это время Peter Broderick и Heather Broderick покинули группу, для участия в других проектах и к группе присоединилась виолончелистка Catherine Odell. Текущий состав был сформирован в начале 2009 года, когда к группе присоединился мульти-инструменталист Sam Cooper. В составе из четырёх человек группа гастролировала по разным странам и выпустила новый альбом Thistled Spring 20 апреля 2010 года. Четвёртый альбом группы, Cynic’s New Year, был выпущен в 2012 году.

## Дискография

### Альбомы
- Words Are Dead (LP, 2006)
- House with No Home (CD/LP, 2008)
- Thistled Spring (CD/LP, 2010)
- Cynic’s New Year (CD/LP, 2012)

### Синглы
- Road to Ruin (7", 2008)
- Cascades (7", 2009)
- Drain You/Bonnet of Briars (7", 2010)
- Fit Against the Country (7", 2012)